# Rusia en la Copa Mundial de Fútbol de 2014
La selección de fútbol de Rusia fue una de las 32 selecciones que participarán en la Copa Mundial de Fútbol de 2014. Esta será su décima participación en mundiales y primera desde su intervención en Corea-Japón 2002.

## Clasificación
Rusia disputó las eliminatorias de la UEFA en el grupo F, obtuvo la clasificación de forma directa como primera de su grupo. En la previa de la última fecha Rusia aventajaba en tres puntos a Portugal y solo necesitaba un punto para lograr la clasificación lo que consiguió en Bakú al empatar 1 - 1 con Azerbaiyán el 15 de octubre de 2013.

### Grupo F
| Equipo            | Pts | PJ | PG | PE | PP | GF | GC | Dif |
| ----------------- | --- | -- | -- | -- | -- | -- | -- | --- |
| Rusia             | 22  | 10 | 7  | 1  | 2  | 20 | 5  | 15  |
| Portugal          | 21  | 10 | 6  | 3  | 1  | 20 | 9  | 11  |
| Israel            | 14  | 10 | 3  | 5  | 2  | 19 | 14 | 5   |
| Azerbaiyán        | 9   | 10 | 1  | 6  | 3  | 7  | 11 | -4  |
| Irlanda del Norte | 7   | 10 | 1  | 4  | 5  | 9  | 17 | -8  |
| Luxemburgo        | 6   | 10 | 1  | 3  | 6  | 7  | 26 | -19 |

| Fecha                    | Lugar           |                   |                              | Resultado |                              |                   |
| ------------------------ | --------------- | ----------------- | ---------------------------- | --------- | ---------------------------- | ----------------- |
| 7 de septiembre de 2012  | Moscú           | Rusia             | Bandera de Rusia             | 2:0 (1:0) | Bandera de Irlanda del Norte | Irlanda del Norte |
| 11 de septiembre de 2012 | Tel Aviv        | Israel            | Bandera de Israel            | 0:4 (0:2) | Bandera de Rusia             | Rusia             |
| 12 de octubre de 2012    | Moscú           | Rusia             | Bandera de Rusia             | 1:0 (1:0) | Bandera de Portugal          | Portugal          |
| 16 de octubre de 2012    | Moscú           | Rusia             | Bandera de Rusia             | 1:0 (0:0) | Bandera de Azerbaiyán        | Azerbaiyán        |
| 7 de junio de 2013       | Lisboa          | Portugal          | Bandera de Portugal          | 1:0 (1:0) | Bandera de Rusia             | Rusia             |
| 14 de agosto de 2013     | Belfast         | Irlanda del Norte | Bandera de Irlanda del Norte | 1:0 (1:0) | Bandera de Rusia             | Rusia             |
| 6 de septiembre de 2013  | Kazán           | Rusia             | Bandera de Rusia             | 4:1 (2:0) | Bandera de Luxemburgo        | Luxemburgo        |
| 10 de septiembre de 2013 | San Petersburgo | Rusia             | Bandera de Rusia             | 3:1 (0:0) | Bandera de Israel            | Israel            |
| 11 de octubre de 2013    | Luxemburgo      | Luxemburgo        | Bandera de Luxemburgo        | 0:4 (0:3) | Bandera de Rusia             | Rusia             |
| 15 de octubre de 2013    | Bakú            | Azerbaiyán        | Bandera de Azerbaiyán        | 1:1 (0:1) | Bandera de Rusia             | Rusia             |

### Goleadores
| Jugador             | Goles | PJ |
| ------------------- | ----- | -- |
| Aleksandr Kerzhakov | 5     | 10 |
| Aleksandr Kokorin   | 4     | 8  |
| Víktor Faizulin     | 3     | 10 |
| Roman Shirokov      | 3     | 10 |
| Alexander Samedov   | 2     | 8  |
| Denis Glushakov     | 2     | 8  |
| Vasili Berezutskiy  | 1     | 9  |

## Preparación

### Campamento base
En diciembre de 2013 el director técnico de la selección rusa, Fabio Capello, anunció que la ciudad de Itu fue elegida como sede del campamento base durante su participación en la copa mundial. Rusia compartirá la sede de la ciudad paulista con la selección de Japón que también elegiría a Itu días después.
El municipio de Itu se encuentra a 40 kilómetros del Aeropuerto Internacional de Campinas.
El Estádio Municipal Doutor Novelli Júnior, propiedad de la prefectura municipal de Itu, será donde se realicen las prácticas de los seleccionados, mientras que la delegación en conjunto se alojará en el San Raphael Country Hotel.

### Amistosos previos
| 15 de noviembre de 2013 | Rusia       | 1:1 (1:1) | Serbia       | Zabeel Stadium, Dubái, Emiratos Árabes Unidos                            |                                                                          |
|                         | Samedov 29' | Reporte   | Đorđević 31' | Asistencia: 4,600 espectadores Árbitro(s): Mohamed Abdelkarim Al Zarouni | Asistencia: 4,600 espectadores Árbitro(s): Mohamed Abdelkarim Al Zarouni |

| 19 de noviembre de 2013 | Rusia                    | 2:1 (1:1) | Corea del Sur | Zabeel Stadium, Dubái, Emiratos Árabes Unidos                 |                                                               |
|                         | Smolov 12' · Tarasov 59' | Reporte   | Kim 6'        | Asistencia: 3,000 espectadores Árbitro(s): Hamad Ahmad Hashmi | Asistencia: 3,000 espectadores Árbitro(s): Hamad Ahmad Hashmi |

| 5 de marzo de 2014 | Rusia                             | 2:0 (2:0) | Armenia | Estadio Kuban, Krasnodar, Rusia                                      |                                                                      |
|                    | Kokorin 21' · Kombarov 43' (pen.) | Reporte   |         | Asistencia: 22,000 espectadores Árbitro(s): Alberto Undiano Mallenco | Asistencia: 22,000 espectadores Árbitro(s): Alberto Undiano Mallenco |

| 26 de mayo de 2014 | Rusia         | 1:0 (0:0) | Eslovaquia | Estadio Petrovsky, San Petersburgo, Rusia                    |                                                              |
|                    | Kerzhakov 82' | Reporte   |            | Asistencia: 11,500 espectadores Árbitro(s): Mark Clattenburg | Asistencia: 11,500 espectadores Árbitro(s): Mark Clattenburg |

| 31 de mayo de 2014 | Noruega       | 1:1 (0:1) | Rusia     | Ullevaal Stadion, Oslo, Noruega |                              |
|                    | Konradsen 77' | Reporte   | Shatov 3' | Árbitro(s): Stephan Klossner    | Árbitro(s): Stephan Klossner |

| 6 de junio de 2014 | Rusia                        | 2:0 (1:0) | Marruecos | Estadio Lokomotiv, Moscú, Rusia |                            |
|                    | Berezutski 29' · Zhirkov 58' | Reporte   |           | Árbitro(s): Pavel Královec      | Árbitro(s): Pavel Královec |

## Lista de jugadores
Fabio Capello, director técnico de la selección nacional de Rusia, anunció el 12 de mayo de 2014 la lista provisional de 30 jugadores que iniciarán la preparación con miras al mundial. El 2 de junio Capello dio a conocer la nómina definitiva de 23 jugadores que asistirán al mundial.
| #     | Nombre              | Posición       | Edad          | PJ Sel        | G             | Club                  |
| ----- | ------------------- | -------------- | ------------- | ------------- | ------------- | --------------------- |
| 1     | Ígor Akinféyev      | Portero        | -             | -             | -             | CSKA Moscú            |
| 2     | Alekséi Kozlov      | Defensa        | -             | -             | -             | Dinamo Moscú          |
| 3     | Gueorgui Schénnikov | Defensa        | -             | -             | -             | CSKA Moscú            |
| 4     | Serguéi Ignashévich | Defensa        | -             | -             | -             | CSKA Moscú            |
| 5     | Andréi Semiónov     | Defensa        | -             | -             | -             | Terek Grozny          |
| 6     | Maksim Kanúnnikov   | Delantero      | -             | -             | -             | Amkar Perm            |
| 7     | Ígor Denísov        | Centrocampista | -             | -             | -             | Dinamo Moscú          |
| 8     | Denís Glushakov     | Centrocampista | -             | -             | -             | Spartak Moscú         |
| 9     | Aleksandr Kokorin   | Delantero      | -             | -             | -             | Dinamo Moscú          |
| 10    | Alán Dzagóyev       | Centrocampista | -             | -             | -             | CSKA Moscú            |
| 11    | Aleksandr Kerzhakov | Delantero      | -             | -             | -             | Zenit San Petersburgo |
| 12    | Yuri Lodyguin       | Portero        | -             | -             | -             | Zenit San Petersburgo |
| 13    | Vladímir Granat     | Defensa        | -             | -             | -             | Dinamo Moscú          |
| 14    | Vasili Berezutski   | Defensa        | -             | -             | -             | Guangzhou             |
| 15    | Pável Moguilévets1  | Centrocampista | -             | -             | -             | Rubin Kazan           |
| 16    | Serguéi Ryzhikov    | Portero        | -             | -             | -             | Rubin Kazan           |
| 17    | Oleg Shátov         | Centrocampista | -             | -             | -             | Zenit San Petersburgo |
| 18    | Yuri Zhirkov        | Centrocampista | -             | -             | -             | Dinamo Moscú          |
| 19    | Aleksandr Samédov   | Delantero      | -             | -             | -             | Lokomotiv Moscú       |
| 20    | Víktor Faizulin     | Centrocampista | -             | -             | -             | Zenit San Petersburgo |
| 21    | Alekséi Iónov       | Delantero      | -             | -             | -             | Dinamo Moscú          |
| 22    | Andréi Yéschenko    | Defensa        | -             | -             | -             | Anzhi Makhachkala     |
| 23    | Dmitri Kombárov     | Defensa        | -             | -             | -             | Spartak Moscú         |
| D. T. | Fabio Capello       | Fabio Capello  | Fabio Capello | Fabio Capello | Fabio Capello | Fabio Capello         |

Los siguientes jugadores formaron parte de la lista provisional de 30 convocados que la Unión de Fútbol de Rusia (RFS) envió a la FIFA, pero fueron descartados por el entrenador Fabio Capello antes de concretar la nómina definitiva de 23. El 16 de mayo Capello realizó un primer descarte de 6 jugadores mandando a 5 a una lista de reservas y dando baja a Pável Pogrebniak luego que fuese sorpresa su inclusión en la convocatoria inicial de 30. Pável Moguilévets fue el último descartado por Capello antes de entregar la lista de 23, sin embargo el volante viajará a Brasil con la delegación rusa como jugador de reserva.
Román Shirókov formó parte de la nómina final de 23 jugadores pero debido a que no pudo recuperarse de una lesión tuvo que ser dado de baja y reemplazado por Pável Moguilévets.
| Nombre             | Posición       | Edad | PJ Sel | G | Club                  |
| ------------------ | -------------- | ---- | ------ | - | --------------------- |
| Aleksandr Aniukov  | Defensa        | -    | -      | - | Zenit San Petersburgo |
| Alekséi Berezutski | Defensa        | -    | -      | - | CSKA Moscú            |
| Yuri Gazinski      | Centrocampista | -    | -      | - | Krasnodar             |
| Román Shirókov1    | Centrocampista | -    | -      | - | Krasnodar             |
| Vladímir Bystrov   | Delantero      | -    | -      | - | Anzhi Makhachkala     |
| Artiom Dziuba      | Delantero      | -    | -      | - | Rostov                |
| Pável Pogrebniak   | Delantero      | -    | -      | - | Reading               |

## Participación

### Grupo H
| Equipo        | Pts | PJ | PG | PE | PP | GF | GC | Dif |
| ------------- | --- | -- | -- | -- | -- | -- | -- | --- |
| Bélgica       | 9   | 3  | 3  | 0  | 0  | 4  | 1  | 3   |
| Argelia       | 4   | 3  | 1  | 1  | 1  | 6  | 5  | 1   |
| Rusia         | 2   | 3  | 0  | 2  | 1  | 2  | 3  | -1  |
| Corea del Sur | 1   | 3  | 0  | 1  | 2  | 3  | 6  | -2  |

| 17 de junio de 2014, 18:00 | Rusia         | 1-1     | Corea del Sur | Estadio Verdão, Cuiabá    |                           |
|                            | Kerzhakov 73' | Reporte | K.H. Lee 67'  | Árbitro(s): Néstor Pitana | Árbitro(s): Néstor Pitana |

| 22 de junio de 2014, 13:00 | Bélgica   | 1-0     | Rusia | Estadio Maracaná, Río de Janeiro |                         |
|                            | Origi 87' | Reporte |       | Árbitro(s): Felix Brych          | Árbitro(s): Felix Brych |

| 26 de junio de 2014, 17:00 | Argelia     | 1:1     | Rusia      | Estadio Arena da Baixada, Curitiba |                          |
|                            | Slimani 59' | Reporte | Kokorin 5' | Árbitro(s): Cüneyt Çakır           | Árbitro(s): Cüneyt Çakır |

## Estadísticas

### Participación de jugadores
| # | Pos | Jugador | PJ | Minutos Jugados | Goles | Asistencias | Tarjetas Amarillas | Doble Tarjeta Amarilla y Roja | Tarjetas Rojas |
| - | --- | ------- | -- | --------------- | ----- | ----------- | ------------------ | ----------------------------- | -------------- |
| - | -   | -       | -  | -               | -     | -           | -                  | -                             | -              |
| - | -   | -       | -  | -               | -     | -           | -                  | -                             | -              |
| - | -   | -       | -  | -               | -     | -           | -                  | -                             | -              |
| - | -   | -       | -  | -               | -     | -           | -                  | -                             | -              |
| - | -   | -       | -  | -               | -     | -           | -                  | -                             | -              |
| - | -   | -       | -  | -               | -     | -           | -                  | -                             | -              |
| - | -   | -       | -  | -               | -     | -           | -                  | -                             | -              |
| - | -   | -       | -  | -               | -     | -           | -                  | -                             | -              |
| - | -   | -       | -  | -               | -     | -           | -                  | -                             | -              |
| - | -   | -       | -  | -               | -     | -           | -                  | -                             | -              |
| - | -   | -       | -  | -               | -     | -           | -                  | -                             | -              |
| - | -   | -       | -  | -               | -     | -           | -                  | -                             | -              |
| - | -   | -       | -  | -               | -     | -           | -                  | -                             | -              |
| - | -   | -       | -  | -               | -     | -           | -                  | -                             | -              |
| - | -   | -       | -  | -               | -     | -           | -                  | -                             | -              |
| - | -   | -       | -  | -               | -     | -           | -                  | -                             | -              |
| - | -   | -       | -  | -               | -     | -           | -                  | -                             | -              |
| - | -   | -       | -  | -               | -     | -           | -                  | -                             | -              |

| # | Pos        | Jugador | PJ | Minutos Jugados | Goles recibidos | Atajos | Tarjetas Amarillas | Doble Tarjeta Amarilla y Roja | Tarjetas Rojas |
| - | ---------- | ------- | -- | --------------- | --------------- | ------ | ------------------ | ----------------------------- | -------------- |
| 1 | Guardameta | -       | -  | -               | -               | -      | -                  | -                             | -              |
| - | Guardameta | -       | -  | -               | -               | -      | -                  | -                             | -              |
| - | Guardameta | -       | -  | -               | -               | -      | -                  | -                             | -              |